# Finał Mistrzostw Świata w Piłce Nożnej 2002
Finał Mistrzostw Świata w Piłce Nożnej 2002 – mecz finałowy Mistrzostw Świata w Piłce Nożnej 2002, który odbył się 30 czerwca 2002 na stadionie Nissan, mieszczącym się w japońskim mieście Jokohama. Miał na celu wyłonienie mistrza świata w piłce nożnej.
W finale o ten tytuł rywalizowały ze sobą drużyny Niemiec i Brazylii. Było to pierwsze spotkanie tych dwóch zespołów rozegrane w ramach piłkarskich mistrzostw świata. Przed tym meczem ekipa niemiecka miała na swoim koncie trzy mistrzostwa, a brazylijska cztery.
W finale zwyciężyła reprezentacja Brazylii, wygrywając 2:0 i zdobywając tym samym swój piąty tytuł mistrzowski (najwięcej spośród wszystkich reprezentacji). Ronaldo, który został królem strzelców turnieju z dorobkiem ośmiu bramek w siedmiu meczach, strzelił oba gole w drugiej połowie tego meczu. W swoich występach na mistrzostwach świata strzelił łącznie 15 goli, co do 2014 stanowiło rekord liczby strzelonych goli w finałach MŚ (z dorobkiem 16 goli wyprzedził go wtedy Miroslav Klose).
Kapitan zwycięskiej reprezentacji, Cafu, zaliczył trzeci z rzędu występ w finale mundialu (przed nim nie dokonał tego żaden inny piłkarz w historii imprezy). On także wzniósł główne trofeum. Dla Niemców z kolei potyczka finałowa z Brazylijczykami była czwartym przegranym finałem w MŚ (wcześniejsze przegrane miały miejsce w 1966 z Anglią, w 1982 z Włochami i w 1986 z Argentyną).
Oliver Kahn, bramkarz reprezentacji wicemistrzów świata, został uznany najlepszym piłkarzem mistrzostw, otrzymał też Złotą Rękawicę.
Zwycięzca Mundialu 2002 został również pierwszym w historii triumfatorem mistrzostw świata rozegranych na kontynencie azjatyckim.
Oficjalną piłką turnieju, którą grano również w finale, była Adidas Fevernova.
Obie drużyny wygrały swoje grupy i pewnie awansowały do fazy pucharowej. Niemcy rywalizowali w niej z Paragwajem, USA i współgospodarzem mundialu, Koreą Południową. Brazylijczycy z kolei w drodze do finału musieli uporać się z Belgią, Anglią i zespołem ze swojej mundialowej grupy, Turcją.

## Droga do mistrzostwa
| Drużyna          | Pkt | M | W | R | P | Br+ | Br- | +/- |
| ---------------- | --- | - | - | - | - | --- | --- | --- |
| Niemcy           | 7   | 3 | 2 | 1 | 0 | 11  | 1   | +10 |
| Irlandia         | 5   | 3 | 1 | 2 | 0 | 5   | 2   | +3  |
| Kamerun          | 4   | 3 | 1 | 1 | 1 | 2   | 3   | -1  |
| Arabia Saudyjska | 0   | 3 | 0 | 0 | 3 | 0   | 12  | -12 |

| Drużyna   | Pkt | M | W | R | P | Br+ | Br- | +/- |
| --------- | --- | - | - | - | - | --- | --- | --- |
| Brazylia  | 9   | 3 | 3 | 0 | 0 | 11  | 3   | +8  |
| Turcja    | 4   | 3 | 1 | 1 | 1 | 5   | 3   | +2  |
| Kostaryka | 4   | 3 | 1 | 1 | 1 | 5   | 6   | -1  |
| Chiny     | 0   | 3 | 0 | 0 | 3 | 0   | 9   | -9  |

## Tło

### Niemcy
Reprezentacja Niemiec od kilku lat znajdowała się w piłkarskiej zapaści; ostatni wielki sukces odniosła w 1996 (zdobyła wtedy mistrzostwo Europy po wygranej z Czechami 2:1 – przesądziły o tym dwa gole Olivera Bierhoffa w tym złoty, w dogrywce), z kolei występ na mundialu 1998 zakończyła na ćwierćfinale. Dwa lata później, na Euro 2000 Niemcy nie wyszli z grupy, co zostało uznane w kraju trzykrotnych mistrzów świata za kompromitację. W Bundeslidze brakowało młodych, utalentowanych piłkarzy, więc siłą rzeczy trzon reprezentacji cały czas oparty był na zawodnikach doświadczonych. Po turnieju w Belgii i Holandii nowym selekcjonerem kadry narodowej został Rudi Völler, który rozpoczął swoją kadencję od trzech cennych zwycięstw (4:1 w spotkaniu towarzyskim z Hiszpanią oraz 2:0 z Grecją i 1:0 z Anglią w kwalifikacjach do mistrzostw świata), później jednak jego podopieczni dwukrotnie w eliminacjach zremisowali z Finlandią (2:2 i 0:0) i we wrześniu 2001 wysoko ulegli Anglikom w meczu rewanżowym. Porażka 1:5 w Monachium oznaczała konieczność gry w barażach. Podczas dwumeczu z Ukrainą (1:1, 4:1) na nowego lidera drużyny wybił się Michael Ballack.
Przed turniejem plaga urazów wyeliminowała kilku podstawowych zawodników, Völler szczególne problemy mógł mieć z obsadą linii obrony, bowiem z kadry wypadli: Christian Wörns, Jens Nowotny i Jörg Heinrich. Stąd obecność w podstawowej jedenastce 21-letniego Christopha Metzeldera, mistrza Niemiec z Borussią Dortmund, który jednak w reprezentacji przed mistrzostwami rozegrał jedynie sześć spotkań, i Thomasa Linke (33), nie zawsze mieszczącego się w pierwszym składzie Bayernu Monachium. Ostatnie ogniwo defensywy stanowił Carsten Ramelow (28, Bayer 04 Leverkusen), nominalny pomocnik, z konieczności grający na pozycji środkowego obrońcy. Z powodu kontuzji zabrakło także graczy drugiej linii – uważanego za nadzieję niemieckiej piłki Sebastiana Deislera i Mehmeta Scholla.
Na mistrzostwach świata w 2002 Niemcy pokonali w inauguracyjnym meczu grupy E Arabię Saudyjską 8:0. Zwycięstwo to było najwyższym w finałach mistrzostw świata od 1982, kiedy Węgrzy rozgromili 10:1 Salwador. W dwóch ostatnich spotkaniach grupowych piłkarze niemieccy pechowo zremisowali z Irlandią (gola na 1:1 stracili w samej końcówce meczu za sprawą Robbiego Keane’a) i ograli 2:0 mistrza Afryki, Kamerun. Po efektownym (11 goli) wygraniu grupy podopieczni Völlera przestali zdaniem komentatorów imponować świeżością i polotem, i rozpoczęli trwający aż do spotkania finałowego pokaz boiskowej kalkulacji połączony z przesadnym przywiązaniem do defensywy. Najpierw zanotowali zwycięstwo 1:0 (gol Olivera Neuville’a strzelony na dwie minuty przed końcem) z Paragwajem. Taki sam wynik padł w ćwierćfinałowym meczu ze Stanami Zjednoczonymi oraz w półfinale ze współgospodarzami turnieju – Koreańczykami. W finale niemiecka solidność okazała się zbyt słaba na Brazylijczyków, którzy wygrali po dwóch golach Ronaldo i zostali po raz piąty w historii mistrzami świata. Po przegranym meczu zasmuceni piłkarze niemieccy nie mogli powstrzymać łez.
Preferowane przez Völlera podczas mundialu ustawienie 3-5-2 zmieniało się często w czasie meczu na 4-4-2 (tak zwany romb), np. w półfinałowym meczu z Koreą Południową, kiedy podopieczni Guusa Hiddinka zagrali trzema napastnikami. Pozycję prawego obrońcy zajmował wówczas Torsten Frings (26, Werder Brema), piłkarz wszechstronny, mogący grać nawet na prawym skrzydle. Pomocnik Bernd Schneider (29, Bayer), według obserwatorów najlepiej wyszkolony technicznie zawodnik reprezentacji, występował zazwyczaj na prawej pomocy, ale zdarzało mu się także operować tuż za napastnikami (np. w finale). Jego vis-à-vis, starszy o rok Christian Ziege (Tottenham Hotspur) częściej wspomagał defensywę, aniżeli włączał się do ataków. On i Dietmar Hamann (29, Liverpool) w razie konieczności zamieniali się w czwartego i piątego obrońcę.
Skuteczność Miroslava Klose (24), Polaka z pochodzenia i jednego z największych odkryć Völlera, wyczerpała się na meczach grupowych. Jego partnerem w linii napadu na początku był Carsten Jancker (28, Bayern), a z czasem coraz mocniejszą pozycję wyrobił sobie Oliver Neuville (29, Bayer), który pełne 90 minut w podstawowej jedenastce rozegrał w meczu z Paragwajem, w którym zresztą strzelił decydującą o zwycięstwie bramkę. Od czasu do czasu z ławki rezerwowych wchodzili weteran Oliver Bierhoff (34, AS Monaco) i urodzony w Ghanie Gerald Asamoah (24, Schalke 04 Gelsenkirchen).
W mediach przeważała opinia, że Niemcy są przeciętną drużyną, z jedną tylko wybitną piłkarską indywidualnością, dzięki której zaszli w turnieju tak daleko. Miał nią być kapitan drużyny 33-letni bramkarz Oliver Kahn, od wielu już lat uznawany za najlepszego na świecie. Zawodnik Bayernu Monachium, debiutujący w pierwszej jedenastce na mistrzostwach świata (wcześniej znalazł się w kadrze na mundiale 1994 i 1998, ale był tam tylko rezerwowym), aż do finału przepuścił tylko jedną bramkę. W czasie turnieju nie tylko wyrósł na prawdziwą gwiazdę drużyny narodowej, ale i, jak pisał Zbigniew Mucha, dziennikarz tygodnika „Piłka Nożna”:
(...) doprowadził do tego, że zaczęto artykułować nowe bramkarskie normy. Jeżeli Kahn piąstkuje piłkę, to znaczy, że tak trzeba. Jeśli kapituluje, to znaczy, że tego strzału obronić nie było można.
Kahn pomylił się w turnieju tylko trzy razy (pierwszy raz z Irlandią i dwukrotnie w najważniejszym meczu). W 67. minucie spotkania finałowego wypuścił piłkę z rąk po strzale Rivaldo. Jego kiks wykorzystał Ronaldo, który zdobył gola na 1:0. Powtórzyła się tym samym sytuacja z 1986, kiedy ratujący wielokrotnie zespół przed utratą bramki Harald Schumacher popełnił błąd w ostatnim spotkaniu turnieju, błąd kosztujący Niemców Puchar Świata. W 79. minucie ten sam zawodnik ponownie pokonał niemieckiego golkipera, dzięki czemu Brazylijczycy mogli świętować zdobycie piątego mistrzostwa świata.
Mimo pomyłek Oliver Kahn został uznany najlepszym piłkarzem mistrzostw, otrzymał też Złotą Rękawicę.

Za najważniejszego po Kahnie zawodnika reprezentacji uchodził rozgrywający Michael Ballack (26, Bayer). Umiał nie tylko celnie podać piłkę do napastników, ale i w najważniejszych meczach – ze Stanami Zjednoczonymi i Koreą Południową – wyręczyć ich. Jego bramki zadecydowały w dużej mierze o awansie Niemców do finału. Nadmiar żółtych kartek sprawił jednak, że Ballack nie mógł wystąpić w spotkaniu z Brazylią. Spotkanie Niemców z Brazylią było pierwszym meczem tych dwóch zespołów rozegranym w ramach piłkarskich mistrzostw świata.

### Brazylia
Reprezentacja Brazylii z kolei w 1998 została wicemistrzem świata po przegranej z Francją. W czerwcu 2001, po zajęciu przez ten zespół czwartego miejsca w rozgrywkach o Puchar Konfederacji, selekcjonerem kadry został Luiz Felipe Scolari, który zastąpił Émersona Leão. Pod jego wodzą Brazylijczycy dokończyli eliminacje do azjatyckiego turnieju, zajmując trzecie miejsce w strefie CONMEBOL. W Korei i Japonii los przydzielił ich do grupy C z Turcją, Kostaryką i Chinami. W pierwszym meczu wygrali z Turcją 2:1, a już po drugim pewnie wygranym 4:0 meczu grupowym z Chinami zapewnili oni sobie awans do kolejnej rundy. Trener Luiz Felipe Scolari dał więc w ostatnim spotkaniu szansę występu rezerwowym. Zagrali wówczas m.in. strzelec bramki Júnior i 20-letni Kaká, późniejsza gwiazda Milanu. W 1/8 finału Canarinhos ograli 2:0 Belgię, ale spotkanie to wywołało wiele kontrowersji, gdyż zdaniem komentatorów sędzia nie uznał prawidłowo zdobytej bramki podopiecznym Roberta Waseige’a. Mecz ćwierćfinałowy z Anglią zapisał się w historii jako przede wszystkim popis Ronaldinho, który strzelił gola z rzutu wolnego z odległości około 35-40 jardów. W półfinale po raz drugi w turnieju Brazylijczycy pokonali Turków, a w batalii finałowej, dzięki dwóm bramkom Ronaldo, okazali się lepsi od Niemców; tamten mecz określany był mianem pojedynku najlepszego napastnika turnieju (Ronaldo) z najlepszym bramkarzem (Oliver Kahn).
Scolari podczas koreańsko-japońskiego mundialu korzystał z kilku ustawień taktycznych: 1-3-3-3-1, 1-4-4-2, 1-3-4-2-1 oraz 1-3-5-2 zmieniającego się w czasie meczu na ofensywne 1-3-4-3, w którym przesuwał nominalnych bocznych obrońców Cafu (32 lata), dla którego występ w finale mistrzostw był trzecim z kolei, i Roberto Carlosa (29) do linii pomocy i powierzał im obowiązki klasycznych skrzydłowych.
W szarżach na bramkę rywali wyspecjalizował się „atak R”. Ronaldo (26) zdobył osiem goli, z czego dwa w finale, i został królem strzelców azjatyckiej imprezy oraz, w opinii wielu obserwatorów, jej największą indywidualnością. Z dobrej strony zaprezentował się 22-letni Ronaldinho, szybki drybler, którego bramka z rzutu wolnego strzelona Davidowi Seamanowi uznana została za jedną z najładniejszych w całym turnieju. Najbardziej doświadczony z całej trójki – Rivaldo (30) – trafiał do siatki rywali w pięciu kolejnych spotkaniach i, chociaż dziennikarze narzekali, że gra zbyt indywidualnie, stanowił mocny punkt zespołu.
Podopieczni Scolariego wygrali wszystkie mecze, strzelili osiemnaście goli, a stracili cztery. Bramkarz Marcos (28), który przed turniejem typowany był na zmiennika Didy, zdaniem wielu komentatorów, nie zawiódł. W czasie mistrzostw kilkakrotnie ratował Canarinhos przed utratą bramek. Dziennikarze Bleacher Report umieścili go na trzecim miejscu w rankingu 10 najlepszych bramkarzy wszech czasów, uznając go za godnego następcę najwybitniejszych golkiperów Brazylii – Gilmara i Cláudio Taffarela.
W linii obrony grało trzech zawodników – Lúcio (24), Roque Júnior (26) i Edmilson (26) – w razie potrzeby wspomaganych przez Cafu i Roberto Carlosa. Defensorzy skupiali się niemal wyłącznie na zadaniach obronnych i rzadko włączali się do akcji ofensywnych, najbardziej aktywny był Edmilson, w klubie Olympique Lyon występujący jako pomocnik. W czasie turnieju strzelił jednego gola, w spotkaniu z Kostaryką.
Łącznikiem między obroną a linią ataku był defensywny pomocnik Gilberto Silva (26), jedyny, oprócz Marcosa, Cafu i Lúcio, który rozegrał wszystkie mecze od pierwszej do ostatniej minuty. Zawodnik Atlético Mineiro Belo Horizonte, który po Mundialu przeszedł do Arsenal F.C., w ofensywnym ustawieniu Brazylii odpowiedzialny był za destrukcję; już na połowie przeciwnika zatrzymywał jego ataki i szybkim podaniem uruchamiał bocznych pomocników lub bezpośrednio napastników. Jego partner z drugiej linii Juninho Paulista (29), zmieniony od meczu ćwierćfinałowego przez Klébersona (23), miał był rozgrywającym. Kontuzja Emersona, który pierwotnie miał grać na tej pozycji, dobra forma Gilberto Silvy i modyfikacja stylu gry reprezentacji, polegająca na przewadze zagrań bezpośrednich do atakujących, sprawiły jednak, że jego rola ograniczała się do przeszkadzania przeciwnikowi i wspomagania w zadaniach obronnych Gilberto Silvy.

Kapitan reprezentacji, Cafu, po zakończeniu meczu wzniósł główne trofeum. Brazylia została tym samym pierwszym w historii triumfatorem mistrzostw świata rozegranych na kontynencie azjatyckim. Ronaldo w swoich występach na mistrzostwach świata strzelił łącznie 15 goli, co do 2014 stanowiło rekord liczby strzelonych goli w finałach MŚ (z dorobkiem 16 goli wyprzedził go wtedy Miroslav Klose). 

## Mecz

### Przebieg
Sędzią w meczu finałowym, który rozpoczął się 30 czerwca 2002 o godzinie 20:00 czasu koreańskiego na Stadionie Nissan w Jokohamie, był Włoch Pierluigi Collina. W meczu tym, podobnie jak w całym turnieju grano piłką o nazwie Adidas Fevernova. Piłkarze obu drużyn rozpoczęli to spotkanie zmotywowani i skoncentrowani, jednak wydawało się, że to Niemcy są bardziej zdeterminowani, by odnieść zwycięstwo. Pierwsza połowa meczu to potwierdziła. W obronie brylowali Ramelow, Jeremies, Frings i Linke, którzy raz po raz zatrzymywali nieźle zapowiadające się akcje ofensywne Brazylijczyków. W ataku z kolei często pokazywał się Bernd Schneider, który długimi podaniami próbował „szukać” Miroslava Klose w polu karnym rywali. Z optycznej przewagi drużyny niemieckiej niewiele jednak wynikało, ponieważ brazylijski bramkarz Marcos był tego dnia dobrze dysponowany. Pierwsza groźna akcja Brazylijczyków miała miejsce w 19. minucie, kiedy to Ronaldinho podał za plecy obrońców do Ronaldo, który spudłował. Jedenaście minut później miała miejsce niemal kopia tej sytuacji, Ronaldinho ponownie posłał futbolówkę za linię obrony do Ronaldo, tym razem jednak Oliver Kahn obronił jego strzał. Tuż przed końcem pierwszej połowy Canarinhos mieli jeszcze dwie dogodne sytuacje do otwarcia wyniku meczu; najpierw strzał Klebersona z dystansu zatrzymał się na poprzeczce, a zaraz potem Roberto Carlos dograł piłkę w niemieckie pole karne, jednak strzał Ronaldo ponownie wybronił niemiecki golkiper. W 50. minucie z kolei fantastyczny strzał z rzutu wolnego oddał Oliver Neuville, jednak Marcos musnął piłkę, która uderzyła w słupek. O końcowym triumfie Canarinhos zadecydowały akcje z 67. i 79. minuty. W pierwszym przypadku Ronaldo wygarnął piłkę spod nóg Dietmarowi Hamannowi i podał ją do Rivaldo, który strzelił z dystansu. Kahn jednak popełnił błąd – zamiast wypiąstkować lub odbić piłkę przed siebie, próbował ją złapać, co przyczyniło się chwilę później do utraty gola przez Niemców po strzale Ronaldo w krótki róg bramki. W drugiej sytuacji z prawej strony pola karnego piłkę dogrywał Kleberson, Rivaldo przepuścił piłkę do wbiegającego Ronaldo, a ten pewnym strzałem ponownie umieścił piłkę w siatce. Pod koniec meczu szansę na zmianę wyniku miał jeszcze Oliver Bierhoff, jednak Marcos pewnie złapał piłkę i wynik tego meczu nie uległ już zmianie. Krótko po tej akcji włoski sędzia zakończył spotkanie, a piąty tytuł Brazylijczyków stał się faktem.

### Szczegóły
| 30 czerwca 2002 20:00 | Niemcy | 0:2(0:0)raport | Brazylia · 67', 79' Ronaldo | International Stadium, Jokohama Widzów: 69 029 Sędzia: Pierluigi Collina Asystenci: Leif Lindberg Philip Sharp |
|                       |        |                |                             | |

| BR              | 1  | Oliver Kahn         |    |     |
| OB              | 2  | Thomas Linke        |    |     |
| OB              | 5  | Carsten Ramelow     |    |     |
| OB              | 21 | Christoph Metzelder |    |     |
| PO              | 22 | Torsten Frings      |    |     |
| PO              | 8  | Dietmar Hamann      |    |     |
| PO              | 16 | Jens Jeremies       |    | 77' |
| PO              | 17 | Marco Bode          |    | 84' |
| PO              | 19 | Bernd Schneider     |    |     |
| N               | 11 | Miroslav Klose      | 9' | 74' |
| N               | 7  | Oliver Neuville     |    |     |
| Zmiany:         |    |                     |    |     |
| N               | 20 | Oliver Bierhoff     |    | 74' |
| N               | 14 | Gerald Asamoah      |    | 77' |
| PO              | 6  | Christian Ziege     |    | 84' |
| Trener:         |    |                     |    |     |
| Rudi Völler     |    |                     |    |     |
| Rezerwowi:      |    |                     |    |     |
| Jens Lehmann    |    |                     |    |     |
| Hans-Jörg Butt  |    |                     |    |     |
| Marko Rehmer    |    |                     |    |     |
| Frank Baumann   |    |                     |    |     |
| Christian Ziege |    |                     |    |     |
| Carsten Jancker |    |                     |    |     |
| Lars Ricken     |    |                     |    |     |
| Michael Ballack |    |                     |    |     |
| Gerald Asamoah  |    |                     |    |     |
| Sebastian Kehl  |    |                     |    |     |
| Jörg Böhme      |    |                     |    |     |
| Oliver Bierhoff |    |                     |    |     |

| BR                  | 1  | Marcos         |          |     |
| OB                  | 3  | Lúcio          |          |     |
| OB                  | 5  | Edmílson       |          |     |
| OB                  | 4  | Roque Júnior   | 6'       |     |
| PO                  | 2  | Cafu           |          |     |
| PO                  | 8  | Gilberto Silva |          |     |
| PO                  | 15 | Kléberson      |          |     |
| PO                  | 6  | Roberto Carlos |          |     |
| PO                  | 11 | Ronaldinho     |          | 85' |
| N                   | 10 | Rivaldo        |          |     |
| N                   | 9  | Ronaldo        | 67', 79' | 90' |
| Zmiany:             |    |                |          |     |
| PO                  | 19 | Juninho        |          | 85' |
| PO                  | 17 | Denílson       |          | 90' |
| Trener:             |    |                |          |     |
| Luiz Felipe Scolari |    |                |          |     |
| Rezerwowi:          |    |                |          |     |
| Dida                |    |                |          |     |
| Rogério Ceni        |    |                |          |     |
| Ricardinho          |    |                |          |     |
| Juliano Belletti    |    |                |          |     |
| Ânderson Polga      |    |                |          |     |
| Júnior              |    |                |          |     |
| Denílson            |    |                |          |     |
| Vampeta             |    |                |          |     |
| Juninho Paulista    |    |                |          |     |
| Edílson             |    |                |          |     |
| Luizão              |    |                |          |     |
| Kaká                |    |                |          |     |

BRAZYLIA

## Reakcje po meczu
W Rio de Janeiro po zakończeniu meczu finałowego licznie zgromadzeni kibice rozpoczęli świętowanie na Copacabanie. Zawodnicy po powrocie z turnieju zostali powitani w stolicy kraju, Brasilii przez setki tysięcy rozentuzjazmowanych fanów. Samolot linii lotniczych Varig, którym lecieli, ozdobiony był ich zdjęciami. Szczęśliwy tłum „eskortował” bohaterów tego dnia z lotniska do Pałacu Prezydenckiego. Dodatkowo Rivaldo otrzymał Order Zasługi. Zorganizowano też wielką mistrzowską fetę w rytmie samby z fajerwerkami i orkiestrą. Fani ubrani w narodowe barwy śpiewali i krzyczeli z zachwytu.
Piłkarze niemieccy z kolei zostali powitani na lotnisku we Frankfurcie nad Menem przez niewielką grupę fanów. W późniejszym czasie drużyna została przewieziona autobusami z lotniska do centrum miasta, gdzie na placu ratuszowym Römerberg zebrali się czekający już na nich wierni kibice z flagami, którzy odśpiewali hymn narodowy. Mimo porażki w meczu finałowym, podkreślano, że podopiecznym Rudiego Völlera nie dawano w Korei i Japonii większych szans i dotarcie przez nich do finału to i tak duży sukces, biorąc pod uwagę wcześniejszą klęskę na Euro 2000.